# Хайли лайкли

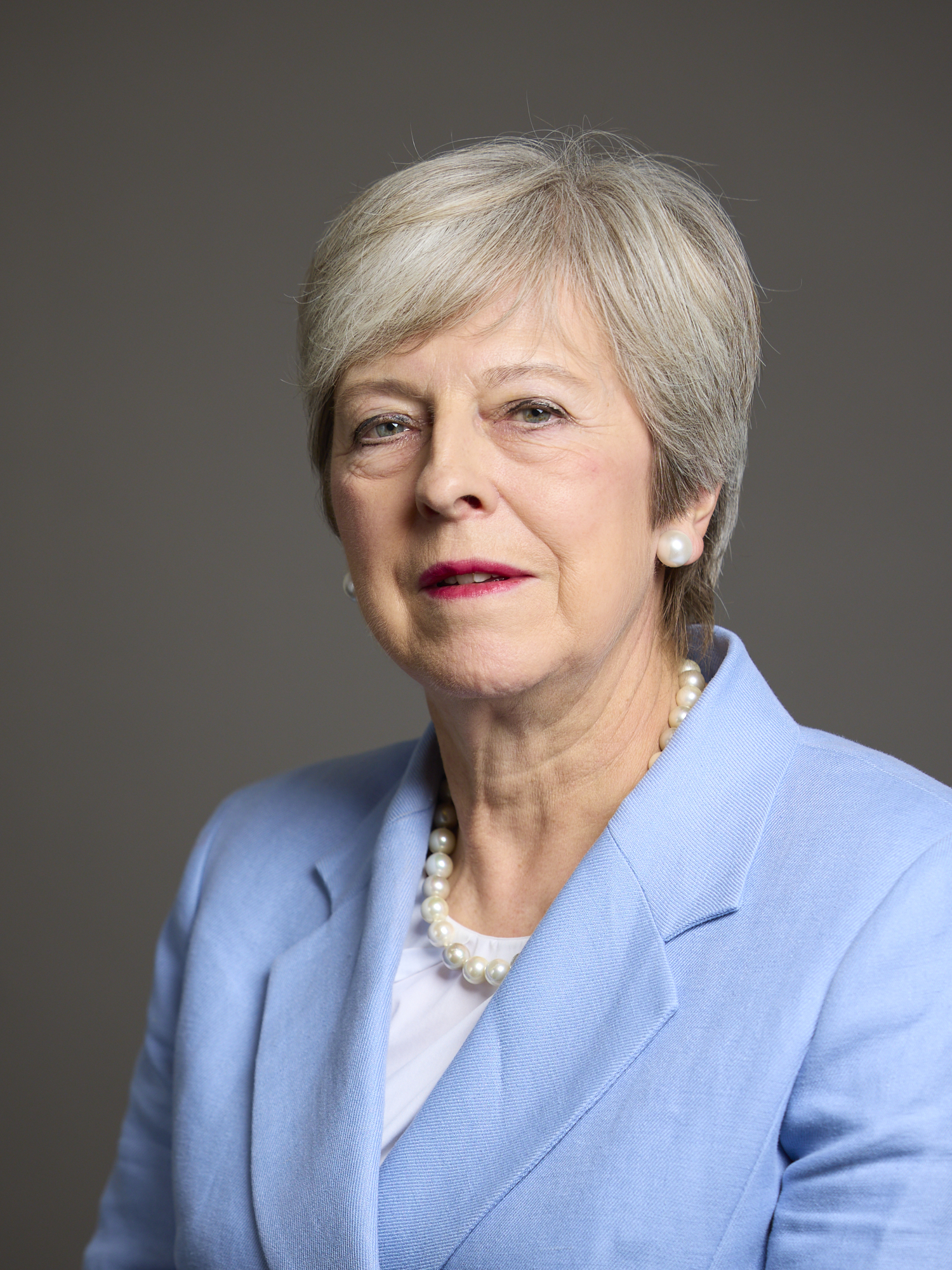
Тереза Мэй, 2024.

«Ха́йли ла́йкли» (от англ. highly likely — «с высокой вероятностью», «с высокой долей вероятности», «весьма вероятно», «скорее всего») — интернет-мем и фразеологизм, получивший распространение в русскоязычном интернете с 2018 года после высказывания премьер-министра Великобритании Терезы Мэй в ходе выступления перед Палатой общин 12 марта 2018 года, в котором содержались обвинения России в причастности к отравлению Скрипалей.
По данным российских исследователей, словосочетание применяется в русскоязычном интернете в ироническом контексте, когда подаётся информация, которую невозможно подтвердить, а также как синоним бездоказательного обвинения:170:171.
Западные исследователи считают, что оно используется государственной российской пропагандой в официальных аккаунтах российских властей и государственных СМИ в социальных сетях (в том числе в виде хештега) с целью саркастически ставить под вопрос критику России на Западе, для создания «саркастической картины международной „Страны чудес“, в которой Запад всегда объявляет Россию виновной».

## История появления
Премьер-министр Великобритании Тереза Мэй 12 марта 2018 года в палате общин заявила, что за отравлением бывшего сотрудника ГРУ, а затем перебежчика в Великобританию, Сергея Скрипаля и его дочери с «высокой долей вероятности» («highly likely») стоит Россия. «Россия либо несёт прямую ответственность за атаку, либо допустила попадание яда не в те руки», — отметила премьер. Она уточнила, что, согласно данным расследования «экспертов мирового уровня», Скрипаль и его дочь были отравлены разработанным в России боевым нервно-паралитическим веществом типа «Новичок». «Нам известно, что ранее Россия производила это вещество и может продолжать его производство», — сказала Мэй. По её словам, власти России «рассматривают перебежчиков как законную цель для убийства».
Министр иностранных дел РФ Сергей Лавров в интервью программе BBC HARDTalk назвал «highly likely» «новым изобретением британских дипломатов». Впоследствии Лавров неоднократно упоминал в интервью и официальных комментариях «пресловутый подход „highly likely“», используя его как инструмент дипломатический защиты. Официальный представитель МИД РФ Мария Захарова, в свою очередь, заявила, что в будущем британским историкам будет стыдно за принципы «highly likely» и объявила о необходимости бороться с этим принципом в политике.
При этом произошло переключение английского и русского языковых кодов, поскольку в британском словоупотреблении, для которого характерно использование литот, выражение «highly likely» означает не «вероятность», а высочайшую степень уверенности; то, что «все факты указывают на это». Таким образом, две разные языковые культуры имеют разное мнение о значении используемого в их виртуальной конфронтации выражения, а политический скандал сводится к спекуляциям о значении слов «highly likely».
Некоторые пользователи Рунета возмутились «уровнем доказательств „хайли лайкли“» и негативными эмоционально-оценочными комментариями Терезы Мэй:333. Позднее тональность комментариев с использованием мема «хайли лайкли» сменилась: пользователи сети начали вкладывать в него издевку, иронию и сарказм:334.

## Лингвистический анализ и примеры использования
В одном филологическом исследовании журнала «Современная наука: актуальные проблемы теории и практики» на основе публикаций в «Российской газете» за 2017—2018 годы высказывается мнение, что словосочетание «хайли лайкли» не обозначает предмет или событие, а имеет отношение к манипуляции общественным мнением в медийном дискурсе посредством недоказуемой информации либо по принципу «Вина не доказана, но её и не нужно доказывать, потому что это и так понятно»:171 (см. апелляция к очевидности и презумпция невиновности). По мнению Н. П. Пешковой и А. С. Титловой, словосочетание «хайли лайкли» выступает как средство иронии, как приём своеобразной языковой игры. В обзорной статье Русской службы Би-би-си поясняется, что в британском английском выражение «highly likely» отнюдь не означает иронию или языковую игру, а употребляется для вежливого выражения высокой степени уверенности.
По наблюдениям российских филологов Н. П. Пешковой и А. С. Титловой, во время обсуждения высказывания Терезы Мэй в русскоязычном интернете, в частности в сервисе микроблогов Твиттер, некоторые возмущённые пользователи оставляли под новостью следующие комментарии: «Нда, измельчали бриты. Очень хайли лайкли», «Highly likely?! Наглосаксы совсем страх потеряли!», «Мелко-британия какая-то получается. С уровнем доказательств хайли лайкли». Позднее пользователи стали вкладывать в мем иронию, издёвку и сарказм: «Ага, Борис „пудель“ Джонсон и Тереза „хайли лайкли“ Мэй», «Спорим, что хайли лайкли у Скрипалей ещё отравленную балалайку и ушанку нашли?», «Да, Тереза совсем не Маргарет. Не Тэтчер. Так, хайля лайкля какая-то». В то же время Титлова и Пешкова обратили внимание на то, что мем также использовался и вне политического контекста: «Мы сегодня хайли лайкли на шашлычок», «Куплю я таки себе эти кеды. Прям вот очень хайли лайкли».
В статье, опубликованной в журнале «Филологический аспект», на примере программы «Международная пилорама» отмечается использование мема «хайли лайкли» для воздействия на зрителей, в частности, для дискредитации мнений британских политиков.
Когда словосочетание попадает в русский контекст, оно меняет свою частеречную принадлежность: в определённых условиях оно может субстантивироваться («Пока ничего, кроме „хайли лайкли“ мы не видели […]»), быть вводным словом («Евровидение в пролёте, хайли лайкли»), выступать в предикативной функции («Вы заметили, что ваш чай […]. Не пейте его; он радиоактивный, и это #HighlyLikelyRussia»):21.

## Выражение оценки вероятности событий в британской разведке
В британской разведке MI6 принят особый набор из 7 фраз для выражения вероятности тех или иных событий. Это сделано для того, чтобы исключить недопонимания и разночтения между ведомствами. Такие формулировки используются как во внутренней переписке, так и в докладах для министерств, а также рекомендуются для использования в публичных выступлениях. Уровню «highly likely» соответствует вероятность от 80 до 90 %.
| Вероятность   | Используемое выражение (англ.) | Используемое выражение (рус.)  |
| ------------- | ------------------------------ | ------------------------------ |
| ≤ ≈5 %        | Remote chance                  | Небольшой шанс                 |
| ≈10 % — ≈20 % | Highly unlikely                | Крайне маловероятно            |
| ≈25 % — ≈35 % | Unlikely                       | Маловероятно                   |
| ≈40 % — <50 % | Realistic possibility          | Реальная возможность           |
| ≈55 % — ≈75 % | Likely or Probably             | Весьма вероятно или возможно   |
| ≈80 % — ≈90 % | Highly likely                  | С высокой степенью вероятности |
| ≥ ≈95 %       | Almost certain                 | Практически наверняка          |

## Оценки
По мнению доктора социологических наук, профессора кафедры социологии Института международных отношений и социально-политических наук МГЛУ Вячеслава Примакова, «твиттерная дипломатия» в исполнении политиков самого высокого ранга перестала быть объектом для насмешек, а «заявления и публикации в медиа в стиле „хайли лайкли“ практически заменили фактуальную обоснованность политических и иных претензий, дипломатический этикет, исказили смысл межгосударственных и иных взаимоотношений, заменив их медиатехнологиями»:222.
Доктор филологических наук, профессор Института иностранных языков РГУ имени С. А. Есенина Александр Голодов называет высказывание Терезы Мэй с использованием формулировки «highly likely» и последующую трансформацию этого высказывания в немецкой прессе методом «дискредитирующего предположения» или «произвольным вбросом недоказанного факта», которое подаётся как доказанный факт. Он приходит к выводу, что в результате подобной информационной войны появился такой лингвистический феномен как «идеологическая синонимия», «суть которой заключается в использовании соответствующих лексем с пропагандистской целью в значении, которое им абсолютно не свойственно», в результате чего значение «предположения» трансформируется в «абсолютную уверенность»:8.
По мнению исследователей Международного научного центра имени Вудро Вильсона Сары Оутс и Сина Штайнера, словосочетание «highly likely» демонстрирует, как развивалась гибкость России в проецировании «стратегического нарратива „Запад против России“», основой которого авторы считают российское представление о существовании русофобии. В частности, акцент на этих двух словах показывает, как российская коммуникационная стратегия может отражать и искажать заявления западных правительств:4.
Доктор филологических наук, профессор кафедры общего и русского языкознания и проректор по науке Государственного института русского языка имени А. С. Пушкина Михаил Осадчий в интервью Агентству городских новостей «Москва» выразил мнение, что «хайли лайкли» — это ситуативный варваризм, судьба которого пока неизвестна. Автор считает его очередным выражением, пришедшем на волне моды и эмоций, которое вряд ли задержится в русском языке, и сравнивает его с такими, когда-то популярными, мемами, как «превед, медвед», «пешы исчо» и тому подобными.

### Комментарии
1. ↑  В оригинале слова Терезы Мэй звучали следующим образом: «Highly likely Russia is responsible for spy’s poisoning by nerve agent».
2. ↑  Официальный печатный орган Правительства Российской Федерации.
3. ↑  Для английской манеры речи характерно смягченние интенсивности утверждений, т. н. understatement[англ.][2]